# Jakub Kazimierz Grużewski
Jakub (Jan Jakub) Kazimierz Grużewski herbu Lubicz – kuchmistrz litewski w 1702 roku, stolnik żmudzki w 1693 roku, konsyliarz Księstwa Żmudzkiego w konfederacji sandomierskiej 1704 roku.
Syn Jana Grużewskiego (zm. 1689) chorążego żmudzkiego i Teodory z Ogińskich (zm. 1709). Rodzina Grużewskich była wyznania kalwińskiego i Jakub patronował zborom kalwińskim w Kielmach, Dziewałtowie i Montwidowie.  Według rodzinnej tradycji zginął zamordowany przez katolickich sąsiadów z powodów wyznaniowych. 
Był elektorem Augusta II Mocnego z Księstwa Żmudzkiego w 1697 roku. 
Był wielokrotnie wybierany posłem na sejmy z Księstwa Żmudzkiego:  na sejm koronacyjny 1697 roku,  sejm pacyfikacyjny 1698 roku,  na sejm 1701 roku i sejm z limity 1701-1702 roku z Księstwa Żmudzkiego. W styczniu 1702 roku podpisał akt pacyfikacji Wielkiego Księstwa Litewskiego.
Ożeniony z Anną z Potockich (zm. ok. 1726) mieli dwóch synów i pięć córek. Jego prawnukiem był Juliusz Grużewski.